# Trituba anelpistos
Trituba anelpistos is een slakkensoort uit de familie van de Newtoniellidae. De wetenschappelijke naam van de soort is voor het eerst geldig gepubliceerd in 1981 door Bouchet & Fechter.